# Смерть в комиксах
Среди любителей комиксов смерть и последующее возвращение важного персонажа часто называют «смерть в комиксах». Смерть в комиксах обычно не воспринимается читателями всерьёз, ведь персонажи редко умирают навсегда и их «смерти» просто используются лишь для дальнейшего развития сюжета. Этот термин обычно не применяют к персонажам, обладающим способностью к воскрешению из мёртвых, таким как Соломон Гранди или Ра’с аль Гул.

## Контекст
Комментируя влияние и роль смертей персонажей комиксов, писатель Джефф Джонс сказал: «Смерть в комиксах о супергероях циклична по своей природе, и для этого есть несколько причин, будь то сюжетные, авторские или фанатские». Феномен смерти в комиксах особенно характерен для супергероев. Писатель Денни Фингерот считает, что природа супергероев требует, чтобы они были нестареющими и бессмертными.
Раньше любители комиксов говорили: «Единственные люди, которые остаются мёртвыми в комиксах — это Баки, Джейсон Тодд и дядя Бен», имея в виду важность их смертей для главных персонажей: помощник Капитана Америки (ретроспективная смерть в 1964 году), второй Робин Бэтмена (умер в 1988 году) и дядя Человека-паука (мёртв с 1962 года) соответственно. Это «правило» было нарушено в 2005 году, когда Джейсон Тодд вернулся к жизни как Красный Колпак, а Баки ретроспективно выжил в трагедии, которая, казалось, убила его, и вернулся как Зимний Солдат, десятилетиями остававшийся в тени. Барнс снова «умер» в 2011 году после того, как недолго побыл Капитаном Америкой, но был воскрешён Формулой бесконечности Ника Фьюри.
Так как смерть в американских комиксах о супергероях часто бывает временной, читатели редко воспринимают смерть персонажа всерьёз; когда персонаж умирает, они не испытывают чувства потери и просто задаются вопросом, сколько времени пройдёт, прежде чем он снова вернётся к жизни.

## Известные примеры
Хотя несколько смертей в комиксах хорошо известны, две самых известных — это «смерть» Джин Грей в 1980 году в «Саге о Тёмном Фениксе» Marvel и смерть Супермена в широко разрекламированной сюжетной арке DC «Смерть Супермена» 1993 года. Однако между этими двумя смертями есть одно важное различие — никогда не предполагалось, что смерть Супермена будет постоянной, ожидалось, что он вернётся к жизни по завершении истории, а вот кончина Джин должна была стать постоянной. Например, редактор Джим Шутер считал её смерть единственным удовлетворительным исходом, если принять во внимание, что Джин совершила массовое убийство. Несмотря на это, несколько лет спустя сюжетная линия была ретроспективно переработана, чтобы облегчить возвращение Джин.
В 2007 году «смерть» Капитана Америки даже попала в заголовки газет в реальном мире, но Стив Роджерс вернулся в комиксе «Капитан Америка: Возрождение» два года спустя, в 2009 году.
Компания Planters сослалась на смерти в комиксах (особенно в кинематографической вселенной Marvel) в качестве вдохновения для сюжетной линии, убивающей её давнего талисмана мистера Арахиса в январе 2020 года и возрождающей его в следующем месяце.

## Признание внутри вселенных
Сами персонажи комиксов тоже высказывались о частых воскрешениях. Профессор Икс говорил: «В раю мутантов нет жемчужных ворот, а только вращающиеся двери». Когда Сирена узнала о смерти своего отца, она отказалась оплакивать его, заявив, что, поскольку её отец умер как Человек Икс, он, вероятно, скоро воскреснет, что шокировало её друзей. Позднее её отец был воскрешён, но завербован Близнецами Апокалипсиса в новые Всадники Апокалипсиса. Автор некрологов в газете «Дейли Бьюгл» однажды пожаловался репортёру Бену Уриху на то, сколько опровержений ему приходилось писать после каждого воскрешения супергероя или суперзлодея. В одном из выпусков «Невероятного Геркулеса» заключают пари, когда умершие супергерои вернутся к жизни.